# Daimús
Daimús, (espagnol : Daimuz), est une commune d'Espagne de la province de Valence dans la Communauté valencienne. Elle est située dans la comarque de la Safor et dans la zone à prédominance linguistique valencienne.

## Géographie

Localisation de Daimús
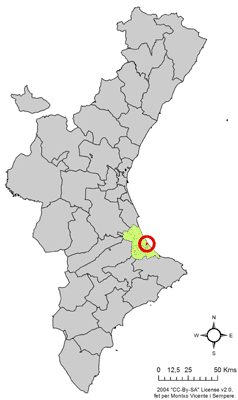
dans la Communauté valencienne.
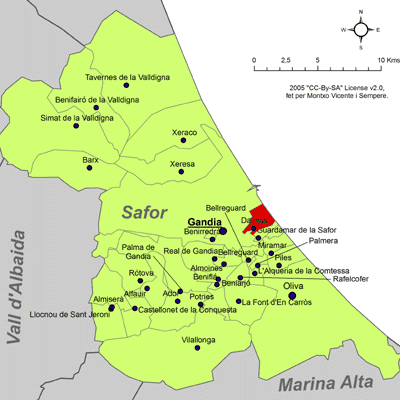
dans la comarque de la Safor.

Daimús est situé dans le verger de Gandia (Huerta de Gandia), près de la côte méditerranéenne. Le territoire municipal est complètement plat. Il est traversé par le canal de Daimuz et de Azagador, ce dernier marquant la limite avec le territoire de Guardamar.
On accède à Daimús, depuis Valence en empruntant la nationale N-337, puis la CV-670.
La commune se divisait de trois zones bien différenciées qui tendent actuellement à perdre de leur pertinence :
- la Plage de Daimús sur le littoral méditerranéen qui se distingue par son architecture,
- "Els Pedregals" un ensemble situé plus à l'intérieur, composé de maisons familiales peu élevées ; son nom vient de la présence importante des galets venant de la mer qui pavaient ses rues.
- le centre urbain de Daimús situé à une altitude plus élevée, dans l'intérieur des terres.

On trouve également un petit groupe de maisons au nord-ouest de la commune, appelé "La Mingola".

### Communes lmitrophes
La commune de Daimús est entourée par les communes suivantes : Gandia et Guardamar, toutes dans la province de Valence.

## Histoire
On a trouvé des traces de ce village remontant jusqu'à la période romaine. Le peuplement romain dut commencer au Ier siècle de notre ère, comme semble l'indiquer la découverte d'un denier d'argent de la famille Acilia, datant de l'an 54, avec un as de bronze de Domitien datant de l'an 82. Ce peuplement perdura, sans doute, jusqu'à la conquête musulmane.
Le village appartint à Gandia, mais il s'en sépara en 1535. Il eut pour seigneur Vicente Ferrer et, plus tard, le Comte de Almenara. L'expulsion des Maures laissa le village complètement désert.

## Démographie
| 1990  | 1992  | 1994  | 1996  | 1998  | 2000  | 2002  | 2004  | 2005  | 2007  | 2008  |
| ----- | ----- | ----- | ----- | ----- | ----- | ----- | ----- | ----- | ----- | ----- |
| 1.218 | 1.277 | 1.293 | 1.389 | 1.438 | 1.674 | 1.855 | 2.242 | 2.353 | 2.862 | 3.007 |

## Économie
La principale activité du village est l'agriculture, notamment la culture des oranges et des légumes. L'industrie et les services sont peu développés, la plupart du temps ils sont liés au conditionnement ou à la vente des oranges.

## Patrimoine
- Église paroissiale dédiée à Saint-Pierre (San Pedro Apóstol).

## Fêtes municipales
- Fiestas Mayores Célébrées le 29 juin, en l'honneur de San Pedro Apóstol.

### Sources
- (es) Varaciones de los municipios de España desde 1842, Ministerio de administraciones públicas, octobre 2008, 364 p. (lire en ligne) [PDF]